# Équipe d'Estonie de Fed Cup
L'équipe d'Estonie de Fed Cup est l’équipe qui représente l’Estonie lors de la compétition de tennis féminin par équipe nationale appelée Fed Cup (ou « Coupe de la Fédération » entre 1963 et 1994).
Elle est constituée d'une sélection des meilleures joueuses de tennis estoniennes du moment sous l’égide de la Fédération estonienne de tennis.
L'Estonie a disputé deux éditions au sein du groupe mondial II, en 2010 et 2011.

## Equipe actuelle (2018)
- Saara Orav
- Anett Kontaveit
- Elena Malygina
- Katriin Saar

## Résultats par année

### 1992-1997
- 1992 - 1993 : L'Estonie joue dans les compétitions par zones géographiques (Groupe 1).

- 1994 : L'Estonie joue dans les compétitions par zones géographiques (Groupe 1).
- 1995 - 1996 - 1997 : L'Estonie joue dans les compétitions par zones géographiques (Groupe 2).

### 1998-2003
- 1998 - 1999 - 2000 : L'Estonie joue dans les compétitions par zones géographiques (Groupe 2).
- 2001 - 2002 - 2003 : L'Estonie joue dans les compétitions par zones géographiques (Groupe 1).

### 2004 - 2009
- 2004 (4 tours, 16 équipes + play-offs) : pour sa première participation en groupe mondial, l’Estonie s'incline en play-offs I contre la République tchèque.
- 2005 - 2006 - 2007 : L’Estonie concourt dans les compétitions par zones géographiques. (Groupe 1)
- 2008 : L'Estonie joue dans les compétitions par zones géographiques (Groupe 2).
- 2009 (3 tours, 8 équipes + groupe mondial II, play-offs I et II) : l’Estonie l’emporte en play-offs II contre  Israël.

### 2010 - 2015
- 2010 (3 tours, 8 équipes + groupe mondial II, play-offs I et II) : après une victoire en groupe mondial II contre l’Argentine, l’Estonie s'incline en play-offs I contre la Belgique.
- 2011 (3 tours, 8 équipes + groupe mondial II, play-offs I et II) : après une défaite en groupe mondial II contre l’Espagne, l’Estonie s'incline en play-offs II contre la Biélorussie.
- 2012 : l’Estonie concourt dans les compétitions par zones géographiques. (Groupe 1)
- 2013 : l’Estonie concourt dans les compétitions par zones géographiques. (Groupe 2)
- 2014 : l’Estonie concourt dans les compétitions par zones géographiques. (Groupe 3)
- 2015 : l’Estonie concourt dans les compétitions par zones géographiques. (Groupe 2)

#### 2016 - 2018
- 2016 - 2017 - 2018 : l’Estonie concourt dans les compétitions par zones géographiques. (Groupe 1)

## Bilan de l'équipe
Résultats des confrontations entre l’Estonie et ses adversaires les plus fréquents (3 rencontres minimum dans les groupes mondiaux). Dans les groupes mondiaux, l'équipe a remporté 2 rencontres sur les 6 (33%). Elle a joué la République Tchèque, Israël (Victoire), l'Argentine (Victoire), la Belgique, l'Espagne et la Biélorussie.
| # | Adversaires | Rencontres | Victoires | Défaites | % victoires |
| - | ----------- | ---------- | --------- | -------- | ----------- |

## Bilan des joueuses les plus sélectionnées
Ce bilan est calculé sur la base des rencontres officielles des groupes mondiaux et barrages I et II. Les rencontres des tableaux dits de « consolation » et celles par « zones géographiques » ne sont pas prises en compte.
| # | Joueuses        | De   | à    | Sélections | Matchs | Victoires | Défaites | % victoires |
| - | --------------- | ---- | ---- | ---------- | ------ | --------- | -------- | ----------- |
| 1 | Maret Ani       | 2004 | 2011 | 6          | 14     | 5         | 9        | 36 %        |
| 2 | Margit Ruutel   | 2004 | 2011 | 5          | 7      | 3         | 4        | 43 %        |
| 3 | Kaia Kanepi     | 2009 | 2011 | 4          | 9      | 7         | 2        | 78%         |
| 5 | Anett Schutting | 2010 | 2010 | 1          | 1      | 0         | 1        | 0%          |
| 4 | Anett Kontaveit | 2011 | 2011 | 2          | 5      | 0         | 5        | 0%          |

## Résultats

### 2015-2018
| Année | Compétition                                          | Date       | Lieu              | Adversaire         | Score | Résultat |
| ----- | ---------------------------------------------------- | ---------- | ----------------- | ------------------ | ----- | -------- |
| 2015  | Groupe II, Europe/Afrique, Phase de Poule (Groupe A) | 4 février  | Tallinn (Estonie) | Bosnie-Herzégovine | 3-0   | Victoire |
| 2015  | Groupe II, Europe/Afrique, Phase de Poule (Groupe A) | 5 février  | Tallinn (Estonie) | Afrique du Sud     | 1-2   | Défaite  |
| 2015  | Groupe II, Europe/Afrique, Phase de Poule (Groupe A) | 6 février  | Tallinn (Estonie) | Égypte             | 2-1   | Victoire |
| 2015  | Groupe II, Europe/Afrique, Play-off                  | 7 février  | Tallinn (Estonie) | Slovénie           | 2-0   | Victoire |
| 2016  | Groupe I, Europe/Afrique, Phase de Poule (Groupe C)  | 3 février  | Eilat (Israël)    | Croatie            | 1-2   | Défaite  |
| 2016  | Groupe I, Europe/Afrique, Phase de Poule (Groupe C)  | 4 février  | Eilat (Israël)    | Israël             | 0-3   | Défaite  |
| 2016  | Groupe I, Europe/Afrique, Phase de Poule (Groupe C)  | 5 février  | Eilat (Israël)    | Turquie            | 2-1   | Victoire |
| 2017  | Groupe I, Europe/Afrique, Phase de Poule (Groupe D)  | 10 février | Tallinn (Estonie) | Bulgarie           | 2-1   | Victoire |
| 2017  | Groupe I, Europe/Afrique, Phase de Poule (Groupe D)  | 10 février | Tallinn (Estonie) | Israël             | 2-1   | Victoire |
| 2017  | Groupe I, Europe/Afrique, Phase de Poule (Groupe D)  | 10 février | Tallinn (Estonie) | Serbie             | 1-2   | Défaite  |
| 2017  | Groupe I, Europe/Afrique, Play-off                   | 11 février | Tallinn (Estonie) | Autriche           | 1-2   | Défaite  |
| 2018  | Groupe I, Europe/afrique, Phase de Poule (Groupe B)  | 8 février  | Tallinn (Estonie) | Portugal           | 2-1   | Victoire |
| 2018  | Groupe I, Europe/afrique, Phase de Poule (Groupe B)  | 9 février  | Tallinn (Estonie) | Royaume-Uni        | 0-3   | Défaite  |
| 2018  | Groupe I, Europe/afrique, Phase de Poule (Groupe B)  | 10 février | Tallinn (Estonie) | Croatie            | 2-1   | Victoire |